# Lista de bens tombados pelo IPHAN

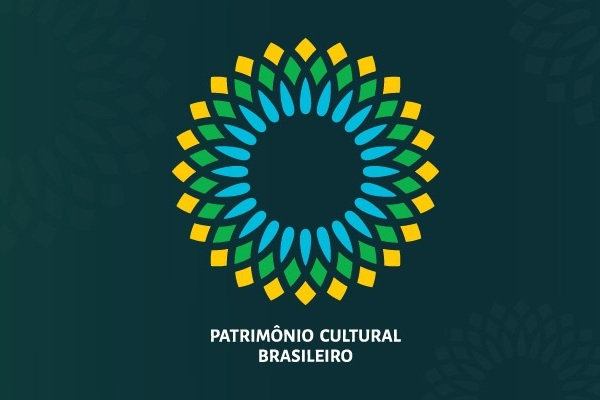
Emblema oficial do Patrimônio Cultural Brasileiro

Está é a lista de bens tombados pelo Instituto do Patrimônio Histórico e Artístico Nacional (IPHAN).
O instrumento legal para a proteção do patrimônio material no Brasil é o Decreto-Lei n. 25, de 30 de novembro de 1937, que estabelece quatro livros para registro de bens protegidos: o Livro do Tombo das Belas Artes, o Livro do Tombo Histórico, o Livro do Tombo das Artes Aplicadas e o Livro do Tombo Arqueológico, Etnográfico e Paisagístico. Além do Decreto-Lei n. 25, há a Lei n. 11.483 de 2007 e da Portaria IPHAN n.º 407/2010, específica para a proteção do patrimônio ferroviário brasileiro.

## Lista por unidade federativa
Na lista a seguir, exemplos dos bens tombados, agrupados por unidade federativa e, em seguida, por município, todos arrolados em ordem alfabética.

## Acre
| Xapuri |                                   |                   |                     | |
| Imagem | Bem / Inscrição                   | Ano de tombamento | Tipologia           | Outras informações |
|        | Casa de Chico Mendes e seu acervo | 2011              | Edificação e acervo | Casa histórica onde residiu o ambientalista Chico Mendes em seus últimos anos de vida, também local de seu assassinato. Abriga, desde o fim da década de 1990, uma sala de memória em homenagem ao antigo proprietário. |

## Alagoas
| Marechal Deodoro    | |                   |                     | |
| Imagem              | Bem / Inscrição | Ano de tombamento | Tipologia           | Outras informações |
|                     | Conjunto arquitetônico e urbanístico da cidade de Marechal Deodoro                                                     | 2009              | Conjunto urbano     | Conjunto urbano de importância histórica, arquitetônica e paisagística. A área definida para proteção envolve três locais descontinuados: o Centro Histórico, a área do Carmo e a área de Taperagua. |
|                     | Convento e Igreja de São Francisco                                                                                     | 1964              | Edificação e acervo | A construção do convento foi iniciada em 1684 e concluída em 1723. Anexa ao convento, a Igreja de Ordem Terceira de São Francisco começou a ser erguida na segunda metade do século XVIII. Abrigou no passado o Orfanato São José, posteriormente transferido para uma edificação contígua, e sedia, desde 1984, o Museu de Arte Sacra do Estado de Alagoas. O tombamento incide sobre todo o seu acervo. |
|                     | Remanescentes da casa natal do Marechal Deodoro da Fonseca                                                             | 1964              | Edificação          | Casa térrea urbana onde nasceu o proclamador da República brasileira, Marechal Deodoro da Fonseca. Em ruínas na época do tombamento, foi posteriormente reconstruída e abriga hoje o Museu Marechal Deodoro da Fonseca. |
| Palmeira dos Índios | |                   |                     | |
| Imagem              | Bem / Inscrição | Ano de tombamento | Tipologia           | Outras informações |
|                     | Casa de Graciliano Ramos                                                                                               | 1965              | Edificação          | Casa térrea urbana, erguida no primeiro quartel do século XX, onde residiu o escritor Graciliano Ramos. Abriga um museu e uma biblioteca com o acervo do antigo proprietário. |
| Penedo              | |                   |                     | |
| Imagem              | Bem / Inscrição | Ano de tombamento | Tipologia           | Outras informações |
|                     | Conjunto histórico e paisagístico da cidade de Penedo                                                                  | 1996              | Conjunto urbano     | O tombamento incide sobre um conjunto de logradouros e edificações em uma área da margem esquerda do Rio São Francisco, sobretudo no Centro Histórico da cidade. |
|                     | Convento e Igreja de Santa Maria dos Anjos e cruzeiro de pedra                                                         | 1941              | Edificação e acervo | O convento primitivo foi erguido em 1661, a pedido dos moradores. O atual conjunto começou a ser erguido em 1682. A igreja e a capela-mor ficaram prontas em 1689. Passou por diversas reformas no século XVIII. O tombamento engloba todo o seu acervo. |
|                     | Igreja de Nossa Senhora da Corrente                                                                                    | 1964              | Edificação e acervo | A construção da igreja foi iniciada em 1765, a partir da Capela Mor preexistente, por ordem do capitão-mor José da Silva Reis. O tombamento incide sobre todo o seu acervo. |
|                     | Igreja de São Gonçalo Garcia                                                                                           | 1964              | Edificação e acervo | Erguida para substituir a capela primitiva dos ermitões. A construção foi iniciada em 1758, quando a irmandade foi organizada. O tombamento incide sobre todo o seu acervo. |
| Piranhas            | |                   |                     | |
| Imagem              | Bem / Inscrição | Ano de tombamento | Tipologia           | Outras informações |
|                     | Sítio histórico e paisagístico da cidade de Piranhas                                                                   | 2006              | Conjunto urbano     | Única cidade do semiárido nordestino tombada como patrimônio histórico nacional, Piranhas se destaca pelo seu casario colonial, disposto irregularmente em morros e baixadas. O tombamento engloba diversas edificações e logradouros públicos. |
| Porto Calvo         | |                   |                     | |
| Imagem              | Bem / Inscrição | Ano de tombamento | Tipologia           | Outras informações |
|                     | Remanescentes da antiga Vila Colonial de Porto Calvo, particularmente a Igreja Matriz de Nossa Senhora da Apresentação | 1955              | Edificação e acervo | Fundado por Cristóvão Lins no século XVI, o povoado de Porto Calvo foi elevado à categoria de vila em 1636, com a chegada do donatário Duarte Coelho. A matriz do povoado foi erguida em 1610 e sofreu diversas descaracterizações com o passar do tempo. |
| União dos Palmares  | |                   |                     | |
| Imagem              | Bem / Inscrição | Ano de tombamento | Tipologia           | Outras informações |
|                     | Serra da Barriga | 1986              | Patrimônio natural  | O tombamento incide sobre a parte mais acantilada da serra que abrigou, no século XVII, o Quilombo dos Palmares e seu principal líder, Zumbi. |

## Amapá
| Macapá         |                                 |                   |                 | |
| Imagem         | Bem / Inscrição                 | Ano de tombamento | Tipologia       | Outras informações |
|                | Fortaleza de São José do Macapá | 1950              | Edificação      | A construção da fortaleza foi iniciada em 1764, no mesmo local onde se havia erguido a fortificação primitiva de 1738, e concluída em 1782. Abriga atualmente o Museu Fortaleza de São José de Macapá.                                                            |
| Serra do Navio |                                 |                   |                 | |
| Imagem         | Bem / Inscrição                 | Ano de tombamento | Tipologia       | Outras informações |
|                | Vila Serra do Navio             | 2012              | Conjunto urbano | A Vila Serra do Navio foi projetada por Oswaldo Bratke em 1955, com o objetivo de abrigar os trabalhadores da Sociedade Brasileira de Indústria e Comércio de Minérios de Ferro e Manganês (ICOMI). O tombamento incide sobre diversas edificações e logradouros. |

## Amazonas
| Manaus |                                           |                   |                                      | |
| Imagem | Bem / Inscrição                           | Ano de tombamento | Tipologia                            | Outras informações |
|        | Conjunto arquitetônico do Porto de Manaus | 1987              | Conjunto arquitetônico               | O conjunto arquitetônico do Porto de Manaus começou a ser erguido no começo do século XX, com a finalidade de escoar a produção de borracha. O tombamento incide sobre diversas edificações, três delas anteriores à construção do conjunto: o edifício do Tesouro Público (1887-1890), o trapiche Princesa Isabel (1888) e a bomba de incêndio (1869-1881). |
|        | Mercado Municipal Adolpho Lisboa          | 1987              | Conjunto arquitetônico               | O Mercado Municipal teve sua construção iniciada em 1880, pela firma Bakus & Brisbin de Belém, com pavilhões construídos em estrutura de ferro, e foi inaugurado em 1883. Posteriormente, ganhou os pavilhões anexos. O tombamento engloba os pavilhões, jardins, o embarcadouro e o trecho correspondente da margem do Rio Negro.                           |
|        | Reservatório do Mocó                      | 1985              | Infraestrutura ou equipamento urbano | Erguido no fim do século XIX, é um marco do sistema de abastecimento de água e do processo de expansão urbana da capital amazonense. Encontra-se em funcionamento até hoje, abastecendo parte da cidade de Manaus. |
|        | Teatro Amazonas                           | 1966              | Edificação                           | Símbolo da prosperidade amazonense durante o ciclo da borracha, o Teatro Amazonas teve sua construção iniciada em 1884. A inauguração ocorreu em 1896. |

## Bahia
| -                | |                   |                                      | |
| Imagem           | Bem / Inscrição | Ano de tombamento | Tipologia                            | Outras informações |
|                  | Saveiro Sombra da Lua | 2012              | Bem móvel ou integrado               | Uma das mais antigas embarcações a vela de içar da Bahia e um dos poucos remanescentes desse meio de transporte no Recôncavo baiano. |
| Andaraí          | |                   |                                      | |
| Imagem           | Bem / Inscrição | Ano de tombamento | Tipologia                            | Outras informações |
|                  | Conjunto arquitetônico, urbanístico e paisagístico da Vila de Igatu e ruínas das habitações de pedra                         | 2000              | Ruína                                | O tombamento incide sobre diversas edificações e logradouros, incluindo o casario histórico de pedra do século XIX, resquício do Ciclo do Diamante na região da Chapada Diamantina. |
| Cachoeira        | |                   |                                      | |
| Imagem           | Bem / Inscrição | Ano de tombamento | Tipologia                            | Outras informações |
|                  | Capela da Ajuda | 1939              | Edificação e acervo                  | Também chamada de Igreja de Nossa Senhora da Ajuda. Erguida em 1673, em pedra e cal, por João Rodrigues Adorno, no mesmo local onde seu avô havia erguido uma ermida no fim do século XVI. Foi a matriz da cidade até a construção da Igreja de Nossa Senhora do Rosário. O tombamento inclui todo o seu acervo. |
|                  | Capela de Nossa Senhora da Pena e ruínas do Engenho Velho do Paraguaçu                                                       | 1943              | Edificação e acervo                  | A capela foi erguida em 1660, numa elevação verdejante às margens do Rio Paraguaçu, nas terras de um dos primeiros engenhos da região. A casa-grande ao seu lado já se encontrava em ruínas no século XIX. O tombamento engloba todo o acervo. |
|                  | Capela do Hospital São João de Deus                                                                                          | 1943              | Edificação e acervo                  | O tombamento incide sobre todo o acervo. |
|                  | Casa de Oração da Ordem Terceira do Carmo                                                                                    | 1938              | Edificação e acervo                  | Parte integrante do conjunto arquitetônico do Carmo, a Casa de Oração serve de elemento de ligação entre a Igreja da Ordem Terceira e a Igreja do Carmo. É sede do Museu de Arte Sacra do Recôncavo Baiano. |
|                  | Casa na Praça Dr. Aristides Milton, nº. 23-A                                                                                 | 1941              | Edificação                           | Casa do início do século XIX, tombada por seu valor histórico. Serviu de residência e local de reunião dos revolucionários da independência, em 1822. |
|                  | Casa na Rua Ana Nery, nº. 4                                                                                                  | 1943              | Edificação                           | Casa de porta e janela, provavelmente de meados do século XVIII. |
|                  | Casa na Rua Benjamin Constant, nº. 1                                                                                         | 1943              | Edificação                           | Sobrado oitocentista de três pavimentos, sendo o primeiro andar originalmente destinado ao comércio e, os demais, à habitação. Atualmente, abriga a Loja Maçônica Caridade e Segredo no pavimento superior e um escritório de contabilidade no andar térreo. |
|                  | Casa na Rua Benjamin Constant, nº. 2                                                                                         | 1943              | Edificação                           | O Centro Espírita "Casa dos Velhos de Cachoeira", antigo asilo da cidade, funciona em um edifício datado do início do século XIX. |
|                  | Casa na Rua Benjamin Constant, nº. 17                                                                                        | 1943              | Edificação                           | O casarão, construído em etapas distintas, com trechos em pedra e cal e outros em pau-a-pique, parece datar do período de transição, entre os séculos XVIII e XIX. Atualmente, abriga o Arquivo Público Municipal de Cachoeira. |
|                  | Casa natal de Ana Nery | 1941              | Edificação                           | Residência natal de Ana Nery, pioneira da enfermagem no Brasil e heroína da Guerra do Paraguai. Atualmente, serve de sede à Secretaria Municipal de Educação, Turismo e Desporto. |
|                  | Casa natal de Teixeira de Freitas                                                                                            | 1941              | Edificação                           | O prédio foi construído em 1795 e destaca-se por ter sido local do nascimento do juriconsultor Augusto Teixeira de Freitas. O edifício foi parcialmente reconstruído em 1962, para a instalação do Fórum. Atualmente abriga um posto da Polícia Militar, o conselho tutelar e o almoxarifado da Prefeitura Municipal de Cachoeira |
|                  | Chafariz da Praça Dr. Aristides Milton                                                                                       | 1939              | Infraestrutura ou equipamento urbano | Construído em 1781 e remodelado em 1827, o chafariz disponibilizava água retirada das cercanias. |
|                  | Conjunto arquitetônico e paisagístico da cidade de Cachoeira                                                                 | 1971              | Conjunto urbano                      | O conjunto arquitetônico é formado, em sua maioria, por edifícios dos séculos XVIII e XIX, e caracterizado pela unidade tipológica e figurativa. O tombamento incide sobre diversas edificações e logradouros, sobretudo no Centro Histórico, situado às margens do Rio Paraguaçu, cuja ocupação se iniciou no século XVII. |
|                  | Convento do Carmo | 1938              | Edificação e acervo                  | O convento foi fundado pelo Frei Manuel da Piedade. O prédio atual data de 1751 e já abrigou, além dos carmelitas, o Paço da Câmara, a Casa da Moeda, quartel, pensão e hospital. É construído em torno de um claustro simples, formado por quatro galerias compostas de pilares de alvenaria. O edifício abriga atualmente uma pousada e um restaurante O tombamento engloba todo o acervo. |
|                  | Duas jarras de louça da Fábrica de Santo Antônio do Porto                                                                    | 1939              | Bem móvel ou integrado               | O tombamento incide sobre um par de jarros de "louça do Porto". |
|                  | Igreja da Ordem Terceira do Carmo                                                                                            | 1938              | Edificação e acervo                  | Erguida em estrutura de alvenaria mista de pedra e tijolo, teve sua construção iniciada em 1702 e foi concluída em 1778. O tombamento inclui todo o acervo. |
|                  | Igreja de Nossa Senhora do Carmo                                                                                             | 1938              | Edificação e acervo                  | Edificada em terreno doado pelo capitão Dias Adorno, sua conclusão de prolongou por vários anos, tendo sido inaugurada em meados do século XVIII. Pouco resta da decoração original do interior. O edifício abriga atualmente um centro de convenções. O tombamento inclui todo o acervo. |
|                  | Igreja do Seminário de Belém                                                                                                 | 1938              | Edificação e acervo                  | O seminário foi fundado em 1686, nos arredores de uma aldeia indígena, pelo padre Alexandre de Gusmão. A igreja, construída em alvenaria mista de pedra e tijolo, data da mesma época. O acervo de imagens e o altar, igualmente tombados, encontram-se hoje no Museu das Alfaias, na Igreja Matriz de Nossa Senhora do Rosário, também em Cachoeira. |
|                  | Igreja e ruínas do Convento de Santo Antônio do Paraguaçu                                                                    | 1941              | Ruína                                | Construída em pedra e cal, a igreja foi sagrada em 1660, ainda inacabada, embora o convento já estivesse funcionando desde 1654. O noviciato deixou o convento em 1824, sendo o edifício posteriormente abandonado e vendido para José Mariano Filho. |
|                  | Igreja Matriz de Nossa Senhora do Rosário                                                                                    | 1939              | Edificação e acervo                  | A igreja primitiva teve sua construção iniciada no final do século XVI, prolongando-se por muitos anos. O edifício atual data do século XVIII, e foi custeado pela população local, com auxílio da coroa. Os painéis de azulejos que recobrem o interior da nave estão entre os maiores do Brasil. O tombamento inclui todo o acervo. |
|                  | Igreja Matriz de Santiago do Iguape                                                                                          | 1960              | Edificação e acervo                  | Localizada no distrito de Santiago do Iguape, a mais antiga freguesia da região do Paraguaçu. A primitiva matriz, arruinada pela ação do tempo, foi substituída pela atual. A construção foi iniciada no começo do século XIX, estendendo-se até o início do século XX. O tombamento inclui todo o acervo. |
|                  | Jardim do Hospital São João de Deus                                                                                          | 1940              | Jardim histórico                     | Localizado nos fundos da Capela do Hospital São João de Deus, o jardim data de 1912. Segue o modelo francês tardio, com canteiros de desenho geométrico e grades com colunas coroadas por vasos, pinhas, cachorros e leões de louça. No centro do jardim, há uma fonte de mármore com três golfinhos. |
|                  | Lavabo do Convento de Santo Antônio do Paraguaçu                                                                             | 1974              | Bem móvel ou integrado               | Em mármore português, medindo aproximadamente 31,6 x 53,5 cm, com bacia curva e bordo entalhado, formando desenhos florais. Datado de 1786, localizava-se inicialmente na sacristia do Convento de Santo Antônio do Paraguaçu. Foi posteriormente transferido para o Solar Mojope, no Rio de Janeiro, construção neocolonial demolida na década de 1970. |
|                  | Paço Municipal de Cachoeira (ou Casa de Câmara e Cadeia)                                                                     | 1939              | Edificação                           | Erguida entre 1698 e 1712. O prédio atual tem a feição das reformas de 1789. Foi por duas vezes sede do do Governo Legal da Província da Bahia. Também neste edifício, Dom Pedro I foi aclamado Regente e Defensor do Brasil, em 1822. Abriga obras de artistas como José Couto e Antônio Parreiras em seu interior. É sede da Câmara Municipal de Cachoeira e do Museu da Câmara |
|                  | Prédio do antigo Engenho Vitória                                                                                             | 1943              | Conjunto rural                       | A construção do engenho foi iniciada em 1812, por ordem do comendador Pedro Bandeira. O sobrado é desenvolvido em três níveis, em planta em "T", originalmente ligado à fábrica. O tombamento incide sobre a parte antiga do sobrado, incluindo a capela, o crucifixo do altar, uma senzala e o banheiro primitivo nas imediações do sobrado. |
|                  | Sobrado do antigo Engenho Embiara                                                                                            | 1943              | Edificação                           | Remanescente do antigo "Morgado Real do Embiara". A capela primitiva data de 1637, ao passo que o sobrado somente foi edificado em 1806, por Bernardino José Aragão. Foi habitado até 1940. Encontra-se em avançado estado de deterioração. |
|                  | Sobrado na Praça da Aclamação, nº. 4                                                                                         | 1941              | Edificação                           | Erguido na primeira metade do século XVIII, o sobrado se destaca por suas características arquitetônicas, tendo sido uma das mais imponentes residências baianas na época de sua construção. Atualmente abriga o Museu Regional de Cachoeira e a Superintendência Regional do IPHAN. |
|                  | Sobrado na Rua Ana Nery, nº. 1 (ou Solar Estrela)                                                                            | 1941              | Edificação                           | Um dos mais relevantes exemplares da arquitetura residencial urbana no Recôncavo Baiano, o Solar Estrela data do início do século XVIII. Desenvolve-se em três níveis (loja, sobreloja e pavimento nobre), com adaptações no partido típicas da arquitetura regional, visando reduzir o impacto das enchentes. Atualmente abriga entidades assistenciais (Obra de Assistência Paroquial de Cachoeira; Centro de Hospitalidade; Laboratório de Informática; Vicariato Episcopal) |
|                  | Sobrado na Rua Ana Nery, nº. 2                                                                                               | 1943              | Edificação                           | O sobrado data provavelmente do início do século XVIII. Sua planta atípica resulta da exiguidade do lote. Atualmente, abriga a Circunscrição Regional de Trânsito e a Galeria de Arte Anastácia. |
|                  | Sobrado na Rua Ana Nery, nº. 25 (antiga Casa da Moeda de Cachoeira)                                                          | 1943              | Edificação                           | O imóvel data da primeira metade do século XVIII. Abrigou, após a independência do Brasil, uma Casa da Moeda para atender às forças brasileiras, que tinham na cidade o centro de operações contra as tropas portuguesas aquarteladas em Salvador. |
|                  | Sobrado na Rua Treze de Maio, nº. 13                                                                                         | 1943              | Edificação                           | Sobrado do primeiro terço do século XIX, destacado por sua volumetria e características arquitetônicas. Já abrigou a Companhia de Charutos Pook, o Ginásio Ana Nery e um depósito de material de construção. Segundo a tradição, Dom Pedro II teria se hospedado nesse edifício em 1859. Atualmente, serve de sede à Fundação Hansen Bahia. |
|                  | Terreiro Zogbodo Male Bogun Seja (ou Roça do Ventura)                                                                        | 2015              | Terreiro                             | Histórico terreiro de candomblé matricial de tradição Jeje-Mahi, originária dos cultos às divindades chamadas Vodum. O Seja Unde possui também grande importância na conformação da rede de terreiros do Recôncavo Baiano e para a consolidação do candomblé como instituição religiosa. |
|                  | Três jarras de louça da Fábrica de Santo Antônio do Porto                                                                    | 1939              | Bem móvel ou integrado               | O tombamento incide sobre três de jarros de "louça do Porto". |
| Cairu            | |                   |                                      | |
| Imagem           | Bem / Inscrição | Ano de tombamento | Tipologia                            | Outras informações |
|                  | Convento e Igreja de Santo Antônio                                                                                           | 1941              | Edificação e acervo                  | Construído por iniciativa dos padres franciscanos e custeado por doações da população, o conjunto teve sua pedra fundamental colocada em 1654. Possui estrutura em alvenaria mista de pedra e tijolo e conserva alfaias, imagens e azulejos dos séculos XVII e XVIII. |
|                  | Fonte Grande do Morro de São Paulo                                                                                           | 1943              | Edificação                           | Fonte de três bicas erguida em 1746, por determinação do vice-rei André de Melo e Castro, para servir ao presídio. |
|                  | Fortaleza do Morro de São Paulo                                                                                              | 1938              | Edificação                           | Conjunto de baterias e fortes, erguidos com o objetivo de defender a chamada "barra falsa" da Baía de Todos-os-Santos. O forte primitivo (dito "Forte Velho" ou "da Conceição") foi erguido a partir de 1630, por ordem do governador Diogo Luís de Oliveira. Posteriormente, ergueu-se o Forte da Ponta, com projeto atribuído ao engenheiro Miguel Pereira da Costa, constituído de planta quadrada e muralhas voltadas para o mar. |
| Candeias         | |                   |                                      | |
| Imagem           | Bem / Inscrição | Ano de tombamento | Tipologia                            | Outras informações |
|                  | Engenho Freguesia e construções anexas                                                                                       | 1944              | Conjunto rural                       | Conjunto composto por sobrado, fábrica de açúcar e a Capela de Nossa Senhora da Piedade, erguido em terras da sesmaria doada a Sebastião Álvares em 1560. Foi incendiado pelos holandeses em 1624. O conjunto possui hoje as feições das obras de 1760. A casa-grande é um dos raros exemplares conhecidos no país de de edifício residencial desenvolvido em torno de dois pátios, com capela contígua. Abriga atualmente o Museu do Recôncavo Wanderley Pinho. |
|                  | Engenho Matoim e construções anexas                                                                                          | 1943              | Conjunto rural                       | Em ruínas, situado na antiga propriedade de Jorge Antunes que, em 1584, era composto pelo engenho, casa grande e Igreja de Nossa Senhora do Rosário. Foi destruída pelos holandeses e reconstruído pela família Rocha Pita no século XVIII. Posteriormente foi desapropriado pelo governo da Bahia em passou a integrar o Centro Industrial de Aratu. |
| Castro Alves     | |                   |                                      | |
| Imagem           | Bem / Inscrição | Ano de tombamento | Tipologia                            | Outras informações |
|                  | Capela de São José de Jenipapo                                                                                               | 1971              | Edificação e acervo                  | Construção do século XVIII, executada pelo alferes Gaspar Fernandes da Fonseca. Possui frontispício antecedido por alpendre. O interior é decorado com uma série de quadros pintados representando os "mistérios do nascimento e da infância de Jesus". O tombamento inclui todo o acervo. |
| Ilhéus           | |                   |                                      | |
| Imagem           | Bem / Inscrição | Ano de tombamento | Tipologia                            | Outras informações |
|                  | Capela de Nossa Senhora de Santana                                                                                           | 1984              | Edificação e acervo                  | Erguida nas terras do antigo Engenho de Santana, de propriedade dos frades de Santo Antão, a Capela de Santana é o mais antigo monumento subsistente em Ilhéus. Pertenceu à família de Mem de Sá. Apresenta partido em "T" incommpleto e frontispício antecedido por alpendre. |
| Itaparica        | |                   |                                      | |
| Imagem           | Bem / Inscrição | Ano de tombamento | Tipologia                            | Outras informações |
|                  | Conjunto arquitetônico, urbanístico e paisagístico de Itaparica                                                              | 1980              | Conjunto urbano                      | O tombamento incide sobre a parte central da cidade, em trecho antigamente conhecido como Ponta da Baleia, marcado por ruas de desenho irregular, intercaladas por praças, e engloba a Igreja Matriz do Santíssimo Sacramento e a Igreja de São Lourenço. |
|                  | Forte de São Lourenço | 1938              | Edificação                           | Situado no extremo norte da ilha de Itaparica (Ponta da Baleia), foi erguido primeiramente em 1647, durante a invasão holandesa, tendo sido destruído pelos holandeses quando estes se retiraram para Recife. A construção atual, em planta octogonal, data de 1711. Foi construído por ordem do governador Lourenço de Almeida. |
|                  | Igreja de São Lourenço | 1952              | Edificação e acervo                  | Conforme Ubaldo Osório (A Ilha de Itaparica), a igreja, em alvenaria mista de pedra e tijolo, teria sido construída em 1610. O tombamento engloba todo o acervo. |
| Ituaçu           | |                   |                                      | |
| Imagem           | Bem / Inscrição | Ano de tombamento | Tipologia                            | Outras informações |
|                  | Gruta da Mangabeira | 1962              | Patrimônio natural                   | Situada na Serra do Sincorá, na Chapada Diamantina, possui aproximadamente cinco quilômetros de extensão e grande conjunto de galerias de alturas variáveis. Em sua entrada, localiza-se o Santuário Sagrado Coração de Jesus, administrado pela Diocese de Caetité, motivo de afluência de grande quantidade de romeiros. |
| Jacobina         | |                   |                                      | |
| Imagem           | Bem / Inscrição | Ano de tombamento | Tipologia                            | Outras informações |
|                  | Capela do Bom Jesus da Glória (ou Igreja da Missão) e Igreja de Nossa Senhora da Conceição                                   | 1972              | Edificação e acervo                  | Dois templos inseridos no Livro do Tombo Histórico com o mesmo número de inscrição: Capela do Bom Jesus da Glória, datada do início do século XVII, e a Igreja da Conceição (na imagem), fundada em 1759. |
| Jaguaripe        | |                   |                                      | |
| Imagem           | Bem / Inscrição | Ano de tombamento | Tipologia                            | Outras informações |
|                  | Casa do Ouvidor | 1961              | Edificação                           | Ignora-se a data de construção do edifício, presumindo-se, por suas características tipológicas, ter sido erguido no século XVII. Conforma a tradição oral, o edifício serviu de residência aos jesuítas, tornando-se posteriormente sede do Poder Judiciário. |
|                  | Igreja Matriz de Nossa Senhora da Ajuda                                                                                      | 1941              | Edificação e acervo                  | Erguida no mesmo terreno onde se encontrava a capela primitiva construída pelos jesuítas no fim do século XVI. Foi reconstruída no início do século XVIII pelos moradores, mas somente foi concluída no século XX. O tombamento engloba todo o acervo. |
|                  | Paço Municipal (Casa de Câmara e Cadeia)                                                                                     | 1941              | Edificação                           | Uma das mais antigas casas de câmara e cadeia da Bahia, foi erguida no fim do século XVII, às marges do Rio Jaguaripe, voltado para a Praça da Bandeira. |
| Lauro de Freitas | |                   |                                      | |
| Imagem           | Bem / Inscrição | Ano de tombamento | Tipologia                            | Outras informações |
|                  | Igreja Matriz de Santo Amaro de Ipitanga                                                                                     | 1944              | Edificação e acervo                  | Segundo Germain Bazin, a igreja data do terceiro terço do século XVII. Possui estrutura de paredes de alvenaria mista de pedra e tijolo. O interior, modificado em uma reforma em 1975, conserva uma barra de azulejos envolvendo toda a nave, considerados os mais extensos silhares encontrados na arquitetura luso-brasileira, datados de 1740-1750. O tombamento inclui todo o acervo. |
| Lençóis          | |                   |                                      | |
| Imagem           | Bem / Inscrição | Ano de tombamento | Tipologia                            | Outras informações |
|                  | Conjunto arquitetônico e paisagístico da cidade de Lençóis                                                                   | 1973              | Conjunto urbano                      | Situada na Serra do Sincorá e cortada pelo Rio Lençóis, a cidade de Lençóis surgiu em meados do século XIX, como uma opção econômica para mineradores de diamantes e comerciantes após o declínio de outros pontos de garimpo. O acervo arquitetônico é majoritariamente constituído de edifícios da segunda metade do século XIX. |
| Maragogipe       | |                   |                                      | |
| Imagem           | Bem / Inscrição | Ano de tombamento | Tipologia                            | Outras informações |
|                  | Casa-grande e capela da antiga Fazenda São Roque                                                                             | 1943              | Conjunto rural                       | A casa-grande do antigo Engenho da Barra de São Roque, propriedade de Cristóvão Cavalcante e Albuquerque no século XVII, está situada próxima à margem direita do Rio Paraguaçu e é considerada um dos mais antigos exemplares na Bahia de casas de engenho contornadas por varandas em três fachadas, exemplar da adaptação da arquitetura portuguesa na então colônia. A capela, por sua vez, foi erguida no ponto mais elevado do terreno. Entre a capela e a casa-grande, desenvolveu-se a vila. |
|                  | Forte de Santa Cruz do Paraguaçu (ou Forte de Salamina)                                                                      | 1938              | Edificação                           | Em ruínas. Também conhecido como Forte do Alemão, foi erguido no século XVIII, sobre os resquícios do forte primitivo dos seiscentos. Não há consenso quanto à origem, sendo sua construção ora atribuída aos portugueses, ora aos holandeses. |
|                  | Igreja Matriz de São Bartolomeu                                                                                              | 1941              | Edificação e acervo                  | Erguido na segunda metade do século XVII, é um dos mais antigos templos baianos. Apresenta planta em cruz latina, contornada por arcarias abertas ao exterior - partido arquitetônico que se difundiria no século seguinte. Possui interior ricamente decorado, com altares em talha rococó. O tombamento incide sobre todo o acervo. |
|                  | Paço Municipal | 1941              | Edificação                           | Erguido na terceira década do século XVIII, para abrigar a Casa de Câmara e Cadeia da cidade. Possui frontispício adornado por uma españada, à qual foi adaptada um relógio, no século XVIII, posteriormente retirado do edifício, junto com as grades dos balcões. Abriga atualmente a Prefeitura do Município de Maragogipe |
| Mata de São João | |                   |                                      | |
| Imagem           | Bem / Inscrição | Ano de tombamento | Tipologia                            | Outras informações |
|                  | Casa da Torre de Garcia d'Ávila e Capela de Nossa Senhora da Conceição                                                       | 1938              | Ruína                                | Conjunto erguido por Garcia d'Ávila, filho de Tomé de Sousa, a partir de 1551 e ampliado por seus herdeiros, em 1624. Com a extinção dos morgados no país em 1833, o castelo, considerado por muitos autores como a residência particular mais monumental de seu tempo nas Américas, foi abandonado e encontra-se hoje reduzido a ruínas. |
| Monte Santo      | |                   |                                      | |
| Imagem           | Bem / Inscrição | Ano de tombamento | Tipologia                            | Outras informações |
|                  | Acervo natural, paisagístico, urbanístico e arquitetônico da Serra do Monte Santo, particularmente o Santuário de Santa Cruz | 1983              | Conjunto urbano                      | Marco do movimento religioso sincrético no Nordeste do Brasil, o monte sacro é composto por 25 capelas e teve sua construção iniciada em 1775 por Frei Apolônio de Todi. Antônio Conselheiro — líder religioso e criador de Canudos — realizou reparos na Via Sacra, junto com seus seguidores no fim do século XIX. Em 1897, o Monte Santo se tornou a principal base militar da Guerra de Canudos. |
| Mucugê           | |                   |                                      | |
| Imagem           | Bem / Inscrição | Ano de tombamento | Tipologia                            | Outras informações |
|                  | Conjunto arquitetônico e paisagístico da cidade de Mucugê, particularmente o Cemitério de Santa Isabel                       | 1980              | Conjunto urbano                      | Uma das mais antigas cidades da Chapada Diamantina, Mucugê se destacou como um dos principais centros de exploração de ouro e de diamantes na região durante o século XIX. O tombamento engloba diversos logradouros e imóveis do município, tais como a Igreja Matriz de Santa Isabel, a Igreja de Santo Antônio e o Cemitério de Santa Isabel, ou "cemitério bizantino". Implantado na encosta rochosa da Serra do Sincorá, o cemitério começou a ser construído em 1854, por ocasião de uma epidemia que assolou a vila, e se destaca pelo conjunto de mausoléus reproduzindo fachadas de igrejas e capelas. |
| Nazaré           | |                   |                                      | |
| Imagem           | Bem / Inscrição | Ano de tombamento | Tipologia                            | Outras informações |
|                  | Igreja de Nossa Senhora da Conceição (ou Capela de Nossa Senhora da Conceição)                                               | 1962              | Edificação e acervo                  | Situada em uma colina na margem do rio Jaguaripe, no bairro mais antigo de Nazaré. O edifício atual data de meados do século XVIII, e foi erguido no mesmo local onde havia sido edificado o Engenho e Capela de São Bento por Fernão Cabral de Ataíde, no século XVI. Possui planta híbrida, com elementos de transição em "T" com corredores laterais, nave com coro, capela-mor e um alpendre na fachada, fechado por gradil sobre mureta. |
|                  | Igreja de Nossa Senhora de Nazaré de Camamu (ou Capela de Nossa Senhora de Nazaré)                                           | 1962              | Edificação e acervo                  | Situada no centro do Largo do Camamu (Praça Almirante Muniz) e tem sua fachada voltada para o rio Jaguaripe. Foi erguida com a ajuda de populares no século XVII, motivada, segundo a tradição popular, pela aparição da Virgem de Nazaré, provocando romarias para a região. Possui elementos raros na sua planta, como o frontão triangular embrechado por azulejos. |
|                  | Igreja Matriz de Nossa Senhora de Nazaré                                                                                     | 1962              | Edificação e acervo                  | Situada às margens do rio Jaguaripe, a Matriz de Nossa Senhora de Nazaré teve sua construção iniciada no último quartel do século XVIII, sendo concluída somente oitenta anos depois. Alterações viárias no século XIX eliminaram a escadaria que dava acesso ao templo, desarticulando-o do sítio. |
|                  | Sobrado na Travessa da Capela, nº. 2 (ou Solar Ataíde)                                                                       | 1962              | Edificação                           | Residência de Fernão Cabral de Ataíde, servia de casa-grande à fazenda, em 1819 (data gravada na fachada). Suas feições primitivas estão hoje desaparecidas em função das muitas alterações que sofreu. |
| Palmeiras        | |                   |                                      | |
| Imagem           | Bem / Inscrição | Ano de tombamento | Tipologia                            | Outras informações |
|                  | Conjunto paisagístico do Morro do Pai Inácio                                                                                 | 2000              | Patrimônio natural                   | Monumento natural de grande beleza, o Morro do Pai Inácio é parte integrante da Chapada Diamantina, servindo também como um popular mirante natural, por sua maior acessibilidade em relação aos demais acidentes geográficos similares na região. O nome do morro faz referência à história de Pai Inácio, um escravo que, encurralado por feitores, teria preferido pular do alto do morro do que retornar à condição de cativo. |
| Porto Seguro     | |                   |                                      | |
| Imagem           | Bem / Inscrição | Ano de tombamento | Tipologia                            | Outras informações |
|                  | Conjunto arquitetônico e paisagístico da Cidade Alta de Porto Seguro                                                         | 1968              | Conjunto urbano                      | Local de desembarque dos portugueses no Brasil, conforme a historiografia oficial, Porto Seguro foi também o local onde se ergueu a primeira igreja do Brasil, no Outeiro da Glória, da qual não há mais vestígios. Em 1534, o donatário da capitania, Pero de Campos Tourinho, funda a Vila de Nossa Senhora da Pena, atual Porto Seguro. Na Cidade Baixa, localizavam-se o porto, o comércio e o casario. A Cidade Alta, núcleo histórico do município, congregava as funções administrativas e as habitações das classes mais abastadas, bem como os principais edifícios religiosos e civis. |
|                  | Município de Porto Seguro, em especial, o Monte Pascoal                                                                      | 1974              | Conjunto urbano                      | Marco do nascimento do Brasil, o município de Porto Seguro foi elevado à categoria de Monumento Nacional por decreto em 1973 e tombado pelo IPHAN no ano seguinte. O tombamento incide sobre a área inteira do município — englobando o Monte Pascoal, ou Marco do Descobrimento (a primeira porção de terra avistada por Pedro Álvares Cabral quando da chegada dos portugueses em 22 de abril de 1500), e mais de 800 edificações, destacando-se o Paço Municipal, o Fortim ou Bateria da Costa, a Igreja da Misericórdia, o Cemitério dos Jesuítas, a Igreja da Glória, a Igreja de Nossa Senhora da Ajuda, etc. |
| Rio de Contas    | |                   |                                      | |
| Imagem           | Bem / Inscrição | Ano de tombamento | Tipologia                            | Outras informações |
|                  | Antiga Casa de Câmara e Cadeia (ou Paço Municipal de Rio de Contas)                                                          | 1959              | Edificação                           | Localizada na na Praça Senador Tanajura. Atualmente, abriga o Fórum Barão de Macaúbas. Construção de meados do século XVIII ou início o século XIXI. Possui dois pavimentos rcobertos por telhado de quatro águas, em planta retangular. Apresenta como particularidade o sino-do-povo, instalado na ombreira de uma das janelas do segundo pavimento. |
|                  | Casa na Rua Barão de Macaúbas, nº. 11                                                                                        | 1958              | Edificação                           | Presume-se que o imóvel date de meados do século XIX, seguindo uma tipologia arquitetônica (vivenda e loja) comum na vertente oriental da Chapada Diamantina e Serra Geral durante o Ciclo do diamante. |
|                  | Casa natal de Abílio César Borges (ou Casa do Barão de Macaúbas)                                                             | 1958              | Edificação                           | Imóvel onde nasceu e viveu Abílio Cesar Borges, o Barão de Macaúbas, médico e educador. Erguida no início do século XX, é exemplar das residências diamantíferas de uso misto (residencial e comercial). |
|                  | Conjunto arquitetônico da cidade de Rio de Contas                                                                            | 1980              | Conjunto urbano                      | Criada em 1724 por Pedro Barbosa Leal, por incumbência do Vice-Rei Dom Vasco Fernandes, com o nome de Vila de Nossa Senhora do Livramento do Rio de Contas ordem do Vice-Rei Dom Vasco Fernandes, atingiu seu apogeu no século XVIII, graças á exploração do ouro. Seu acervo arquitetônico é composto por edifícios da segunda metade do século XVIII e início do`século XIX. As características arquitetônicas das construções são as mesmas do litoral baiano, com os monumentos religiosos e públicos em pedra, enquanto a arquitetura civil é de adobe. O tombamento engloba diversos bens, logradouros e imóveis, tais como o Teatro São Carlos, a Orquestra Filarmônica Lira dos Artistas, o Mercado Público Municipal, o Clube Rio-Contense, a Casa de Fundição, Igreja e Cemitério de São Sebastião, entre outros. |
|                  | Igreja Matriz do Santíssimo Sacramento                                                                                       | 1958              | Edificação e acervo                  | Considerada o mais relevante exemplar da arquitetura religiosa no sertão baiano, a Matriz do Santíssico Sacramento foi erguida na segunda metade do século XVIII. Possui interior ricamente decorado, destacando-se a carpintaria das sanefas, guarda-corpos do coro, tribuna, escada do púlpito e o forro da capela, com pinturas ilusionistas. O tombamento engloba o acervo, em especial as peças descritas no processo: dois pares de tochas (grandes pequenas), uma cruz processional, seis varas de pálio, dois turíbulos, uma custódia grande, dourada, e uma custódia pequena, de prata. |
|                  | Ruínas da Igreja de Santana                                                                                                  | 1958              | Ruína                                | Construída na primeira metade do século XVIII, em alvenaria de pedra, nunca chegou a ser concluída e teve suas obras paralisadas em função do êxodo da população local para outra região mineradora, por volta de 1850. |
| Salvador         | |                   |                                      | |
| Imagem           | Bem / Inscrição | Ano de tombamento | Tipologia                            | Outras informações |
|                  | Basílica do Bonfim | 1938              | Edificação e acervo                  | Um dos mais populares santuários de peregrinação da Bahia, a Igreja ou Basílica de Nosso Senhor do Bonfim foi construída a partir de 1740, por iniciativa de Teodório Rodrigues de Faria, capitão da Marinha Portuguesa, e teve suas obras concluídas em 1754. Erguida em alvenaria de pedra e tijolo, possui planta típica do início dos setecentos: em nave e coro ladeada por corredores e tribunas superpostas, capela-mor flanqueada pela sacristia e sala de ex-votos. A fachada é revestida de azulejos portugueses. As duas torres em bulbo datam do fim do século XIX. O interior possui decoração neoclássica, destacando-se a pintura do teto da nave, executada por Franco Velasco. |
|                  | Capela da Ajuda | 1938              | Edificação e acervo                  | A edificação atual encontra-se nas imediações da antiga Igreja d'Ajuda, primitiva Sé de Palha do Governo de Tomé de Sousa. Foi projetada pelo arquiteto italiano Júlio Conti, em estilo neo-gótico manuelino e inaugurada em 1932. O interior é decorado com pinturas de Oreste Sercelli, auxiliado por seu filho, Bruno. |
|                  | Capela de Nossa Senhora da Escada                                                                                            | 1962              | Edificação e acervo                  | A capela foi erguida por Lázaro Aérvolo, em terras de sua propriedade, e doada aos jesuítas em 1572. É construída em alvenaria de pedra e tijolo, possuindo alpendre, nave, coro, capela-mor, sacristia e sineira em arco. A planta do edifício apresenta características de transição entre o as antigas capelas rurais e aquelas com partido em "T". O altar mór é do século XIX. Destaca-se, no acervo sacro, uma imagem de Nossa Senhora, do século XVIII. |
|                  | Capela do Corpo Santo | 1938              | Edificação e acervo                  | Fundada em 1711, pelo marinheiro espanhol Pedro Gonçalves, a igreja serviu de matriz à Freguesia de Conceição da Praia entre 1736 e 1756, durante a construção da matriz atual. Possui planta em tipo arcaico, típica da arquitetura religiosa rural, com nave e capela-mor em um único corpo. O forro da nave, provavelmente único elemento da época da sua inauguração, é composto por caixotões guarnecidos por moldura com ornatos em talha. No acervo, destacam-se a imagem do Senhor dos Passos, o crucifixo do altar-mor e a estátua do Senhor da Redenção, atribuída a Chagas, "o Cabra". |
|                  | Capela e Mosteiro de Monte Serrat                                                                                            | 1938              | Edificação e acervo                  | A capela primitiva foi erguida no século XVI, embora não haja consenso quanto aos responsáveis por sua construção e, no século XVII, foi doada aos beneditinos. O mosteiro data de 1679. A capela, de estilo semelhante às capelas rurais da Bahia, tem o desenho da planta atribuído ao arquiteto italiano Baccio de Filicara e torre de terminação piramidal, revestida de azulejos. O alpendre da igreja foi reconstruído em 1969, pelo IPHAN. No interior, destaca-se o altar-mor do século XVIII, proveniente da Igreja de São Bento, e a imagem de São Pedro Arrependido, de Frei Agostinho da Piedade, e de Nossa Senhora do Monte Serrat, de autoria desconhecida. |

## Ceará
| Itarema |                                                               |                   |                     | |
| Imagem  | Bem / Inscrição                                               | Ano de tombamento | Tipologia           | Outras informações |
|         | Igreja de Nossa Senhora da Conceição de Almofala e seu acervo | 1980              | Edificação e acervo | Erguida no século XVIII, em tijolo, areia e cal, em substituição à capela anterior em taipa. A igreja foi soterrada pela areia em 1897, quando iniciou-se a formação de uma duna em torno da mesma, tendo sido descoberta somente quatro décadas depois. Pertencente ao município de Acaraú na época de seu tombamento, atualmente está situada na cidade de Itarema. |

## Distrito Federal
| Brasília | |                   |                        | |
| Imagem   | Bem / Inscrição                                                                                     | Ano de tombamento | Tipologia              | Outras informações |
|          | Catedral Metropolitana de Brasília                                                                  | 1967              | Edificação             | Projetada por Oscar Niemeyer, a Catedral Metropolitana foi o primeiro monumento a ser erguido em Brasília, tendo sua pedra fundamental lançada em 1958 e sua estrutura pronta em 1960. |
|          | Catetinho                                                                                           | 1959              | Edificação             | Primeira residência oficial do presidente Juscelino Kubitschek durante a construção de Brasília. |
|          | Coleção arqueológica João Alfredo Rohr - Academia Nacional de Policia                               | 1986              | Coleção ou acervo      | Parte da valiosa coleção arqueológica constituída pelo padre João Alfredo Rohr na primeira metade do século XX. Outras partes dessa coleção encontram-se em exposição no Museu do Homem do Sambaqui/Colégio Catarinense (Florianópolis) e no Museu Arqueológico (Balneário Camboriú), no estado de Santa Catarina. |
|          | Conjunto urbanístico de Brasília                                                                    | 1990              | Conjunto urbano        | Projeto de Lúcio Costa, em colaboração com Oscar Niemeyer, apresentado em 1957 durante o concurso para a escolha do projeto urbanístico da nova capital. Trata-se do primeiro conjunto urbano do século XX a ser reconhecido pela UNESCO, em 1987, como Patrimônio Mundial.                                        |
|          | Placa de ouro oferecida a Rui Barbosa pelo Senado por sua participação na Convenção de Haia em 1907 | 1986              | Bem móvel ou integrado | Localiza-se no edifício do Congresso Nacional. |

## Espírito Santo
| Anchieta |                                                        |                   |                     | |
| Imagem   | Bem / Inscrição                                        | Ano de tombamento | Tipologia           | Outras informações |
|          | Igreja de Nossa Senhora da Assunção e residência anexa | 1943              | Edificação e acervo | Construção em pedra e cal, de fachada simples, localizada no mesmo local onde São José de Anchieta havia erigido a igreja original, em 1579. Destaca-se, no colégio anexo, a cela de Anchieta, única parte do imóvel remanescente do século XVI. O tombamento engloba todo o acervo. |

## Goiás
| Bela Vista de Goiás |                                  |                   |            | |
| Imagem              | Bem / Inscrição                  | Ano de tombamento | Tipologia  | Outras informações |
|                     | Casa do Senador Canedo e terreno | 1986              | Edificação | Erguida no início da década de 1870 pelo senador Antônio Amaro da Silva Canedo, fundador do antigo Arraial de Bela Vista de Goiás, possui estrutura em madeira, paredes de adobe e telhado em telha de barro canal. |

## Maranhão
| Imagem | Bem/ Inscrição                               | Ano de tombamento | Tipologia                            | Localidade     | Outras informações |
| ------ | -------------------------------------------- | ----------------- | ------------------------------------ | -------------- | ------------------ |
|        | Conjunto Arquitetônico de Alcântara          | 1948              | Conjunto urbano                      | Alcântara      |                    |
|        | Antiga Fábrica Santa Amélia                  | 1987              | Edificação                           | São Luís       |                    |
|        | Canoa Costeira Dinamar                       | 2012              | Bem móvel ou integrado               | São Luís       |                    |
|        | Capela de São José da Quinta das Laranjeiras | 1940              | Edificação e acervo                  | São Luís       |                    |
|        | Casas Av. Pedro II, nº 199 e 205             | 1961              | Edificação                           | São Luís       |                    |
|        | Engenho Central São Pedro                    | 1998              | Conjunto arquitetônico               | Pindaré-Mirim  |                    |
|        | Fonte das Pedras                             | 1963              | Edificação                           | São Luís       |                    |
|        | Fonte do Ribeirão                            | 1950              | Edificação                           | São Luís       |                    |
|        | Fortaleza de Santo Antônio                   | 1975              | Ruína                                | São Luís       |                    |
|        | Igreja do Desterro                           | 1955              | Conjunto arquitetônico               | São Luís       |                    |
|        | Palacete Gentil Braga                        | 1978              | Edificação                           | São Luís       |                    |
|        | Portão da Quinta das Laranjeiras             | 1940              | Infraestrutura ou equipamento urbano | São Luís       |                    |
|        | Praça Benedito Leite                         | 1955              | Conjunto arquitetônico               | São Luís       |                    |
|        | Praça Gonçalves Dias                         | 1955              | Conjunto arquitetônico               | São Luís       |                    |
|        | Praça João Francisco Lisboa                  | 1955              | Conjunto arquitetônico               | São Luís       |                    |
|        | Retábulo da Igreja Nossa Senhora da Vitória  | 1954              | Bem móvel ou integrado               | São Luís       |                    |
|        | Ruínas do Forte Vera Cruz                    | 2009              | Ruína                                | Rosário        |                    |
|        | Sambaqui do Pindaí                           | 1940              | Sítio arqueológico                   | Paço do Lumiar |                    |
|        | Sede da Academia Maranhense                  | 1962              | Edificação                           | São Luís       |                    |
|        | Sítio do Físico                              | 1981              | Ruína                                | São Luís       |                    |
|        | Terreiro Casa das Minas Jeje                 | 2005              | Terreiro                             | São Luís       |                    |
|        | Centro Histórico de São Luís                 | 1974              | Conjunto urbano                      | São Luís       |                    |

## Mato Grosso
| Cáceres |                 |                   |                        | |
| Imagem  | Bem / Inscrição | Ano de tombamento | Tipologia              | Outras informações |
|         | Marco do Jauru  | 1978              | Bem móvel ou integrado | Erigido em 15 de janeiro de 1754, às margens do Rio Paraguai, para demarcar os limites dos domínios português e espanhol estabelecidos pelo Tratado de Madri. Em 1883, foi transferido para a Praça Barão do Rio Branco. |

## Mato Grosso do Sul
| Bonito |                                                                          |                   |                    | |
| Imagem | Bem / Inscrição                                                          | Ano de tombamento | Tipologia          | Outras informações |
|        | Grutas de Bonito (Gruta do Lago Azul e Gruta de Nossa Senhora Aparecida) | 1978              | Patrimônio natural | Monumentos naturais tombados pelo IPHAN em 1978. O tombamento visa preservar as estruturas calcárias nos interiores das grutas, bem como seus lagos e ecossistemas aquáticos. |

## Minas Gerais
| Abre-Campo |                                                                                    |                   |                        | |
| Imagem     | Bem / Inscrição                                                                    | Ano de tombamento | Tipologia              | Outras informações |
|            | Imagem de São Francisco de Paula, do Aleijadinho Igreja de São Gonçalo do Amarante | 1971              | Bem móvel ou integrado | Imagem de procedência ignorada, atribuída por suas características formais a Antônio Francisco Lisboa, o Aleijadinho. Localiza-se na Igreja Matriz de Abre-Campo. |

### Pará
| Belém  |                     |                   |            | |
| Imagem | Bem / Inscrição     | Ano de tombamento | Tipologia  | Outras informações |
|        | Palácio Lauro Sodré | 1974              | Edificação | Antigo Palácio do Governo, projeto de Antônio José Landi. Sua construção foi iniciada e 1767 e concluído em 1771, no mesmo local onde havia sido erguido na década de 1670 o palácio primitivo. Atualmente, abriga o Museu Histórico do Estado do Pará. |

## Paraíba
| Cabedelo         |                                                           |                   |                                             | |
| Imagem           | Bem / Inscrição                                           | Ano de tombamento | Tipologia                                   | Outras informações |
|                  | Forte de Santa Catarina do Cabedelo                       | 1938              | Edificação                                  | É uma construção em alvenaria de pedra e cal concluída em 1597, sob a invocação de Santa Catarina de Alexandria, padroeira da Capela do Forte, e em homenagem a Dona Catarina de Portugal, Duquesa de Bragança. O imóvel, de propriedade da União, é administrado, desde 1992, pela Fundação Fortaleza de Santa Catarina. |
| João Pessoa      |                                                           |                   |                                             | |
| Imagem           | Bem / Inscrição                                           | Ano de tombamento | Tipologia                                   | Outras informações |
|                  | Centro Cultural São Francisco                             | 1952              | Edificação e Acervo; Conjunto Arquitetônico | Considerado um dos melhores exemplares da chamada "escola franciscana" no Brasil. Sua construção teve origem em 1588. |
|                  | Igreja de Nossa Senhora da Misericórdia (João Pessoa)     | 1938              | Edificação e Acervo                         | O arco que separa a capela-mor do resto da igreja, apresenta o emblema das quinas da antiga corôa portuguesa, e sobre a capela do Salvador do Mundo, outro emblema semelhante aos das moedas espanholas do tempo de Felipe II. |
|                  | Convento e Igreja de Nossa Senhora do Carmo (João Pessoa) | 1938              | Edificação e Acervo                         | No final do século XVI os carmelitas começaram a construção de uma moradia própria na Paraíba. A conclusão da obra foi demorada, incluindo o Convento do Carmo, a igreja de Nossa Senhora do Carmo, a capela de Santa Teresa e a casa dos exercícios dos Irmãos Terceiros. |
|                  | Mosteiro de São Bento (João Pessoa)                       | 1957              | Edificação e Acervo                         | O Mosteiro de São Bento, localizado no Centro Histórico de João Pessoa, é um conjunto em estilo barroco, construído pelos monges Beneditinos, formado pelo mosteiro e a igreja, considerado um dos mais importantes do Brasil. |
|                  | Centro Histórico de João Pessoa                           | 2009              | Conjunto Urbano                             | Uma das cidades mais antigas do Brasil, João Pessoa, capital da Paraíba, teve seu centro histórico tombado. O tombamento abrange 502 edificações, a maior parte dos bairros do Varadouro (Cidade Baixa) e Cidade Alta, em uma área de 370 mil m², em 25 ruas e seis praças, bem como o antigo Porto do Capim(Porto do Varadouro), local de fundação da cidade. Na área demarcada, o traçado urbano ainda se mantém original. As edificações protegidas são representativas dos vários períodos da história de João Pessoa: o barroco da Igreja da Ordem Terceira de São Francisco, o rococó da Igreja de Nossa Senhora do Carmo, o estilo maneirista da Igreja da Misericórdia, a arquitetura colonial e eclética do casario civil, e o art nouveau e o art déco das décadas de 1920 e 1930, predominantes na Praça Anthenor Navarro e no Hotel Globo. |
|                  | Fábrica de Vinhos Tito Silva                              | 1982              | Edificação                                  | Seu tombamento representou uma inovação nessa área, pois não só o monumento, a maquinaria e o equipamento foram preservados, como também a técnica industrial. O prédio se constitui por três blocos independentes, interligados por pátios internos. A empresa possui entre outros objetos raros, 20 tonéis de madeira de lei de 1892, prensas manuais e uma máquina de rotular alemã de 1930. |
|                  | Fonte do Tambiá no Parque Arruda Câmara                   | 1941              | Edificação                                  | Mandada edificar por ordem da Provedoria da Fazenda Real, em 1782. Foi reconstruída em 1889, na administração de Gama Rosa, então presidente da Província da Paraíba. Em 1921, a Prefeitura transformou a Bica do Tambiá num parque com o nome de Arruda Câmara, em homenagem ao botânico paraibano. A fonte possui três bicas, tendo ao alto frontão lavrado em volutas e concha. Abaixo dos ornatos há duas placas com as datas da construção e reconstrução. |
| Lucena (Paraíba) |                                                           |                   |                                             | |
| Imagem           | Bem / Inscrição                                           | Ano de tombamento | Tipologia                                   | Outras informações |
|                  | Igreja de Nossa Senhora da Guia                           | 1949              | Edificação e Acervo                         | Construída pelos frades carmelitas, entre o final do século XVI e a segunda metade do século XVII, a igreja, além de servir como importante centro de catequização indígena, foi erguida no topo de um platô para vigiar a foz do rio Paraíba contra embarcações inimigas. Sua arquitetura segue o estilo barroco tropical, com destaque para as figuras de anjos deformados, armas do império e até uma caveira, tudo esculpido em sua fachada de pedra calcária. |

## Piauí
| Teresina |                                            |                   |                       | |
| Imagem   | Bem / Inscrição                            | Ano de tombamento | Tipologia             | Outras informações |
|          | Igreja São Benedito (Teresina)             | 1938              | Edificação e acervo   | Igreja de São Benedito, especificamente as respectivas portas por sua importância cultural a cidade de Teresina. |
|          | Igreja Nossa Senhora de Lourdes (Teresina) | 2017              | Edificação e acervo   | Tombamento em está em razão do seu elevado valor etnográfico, principalmente do seu acervo interno talhado em madeira pelo artesão Mestre Dezinho. |
|          | Ponte Metálica João Luis Ferreira          | 2011              | Infraestrutura urbana | A Ponte Metálica, denominada Ponte João Luis Ferreira, liga Teresina à cidade de Timon, no Maranhão. Foi a primeira ponte construída sobre o Rio Parnaíba, inaugurada em 1939, projetada pelo engenheiro alemão Germano Franz, consumiu 702 toneladas de ferro em sua construção.                                                                                           |
|          | Estação Ferroviária de Teresina            | 2013              | Edificação e acervo   | Faz parte do conjunto de obras ferroviárias da RFFSA que visava solucionar o problema de transporte entre duas capitais, Ferrovia São Luís-Teresina, com obras concluídas em 1926 a edificação e seus armazéns segue estilo arquitarquitetônico do ecletismo e conjugou do neoclássico. O tombamento incide sobre todo o seu acervo.                                        |
|          | Floresta Fóssil de Teresina                | 2017              | Bem natural           | Parque Floresta Fóssil é um sitio natural de rochas sedimentares, dispersas em ambas as margens do Rio Poti na área urbana de Teresina, fazendo parte da Bacia do rio Parnaíba. Datado da era paleozoica,com aproximadamente 238 milhões de anos, com troncos fossilizados na posição natural, o que prova que existia uma imensa floresta tropical no território piauiense |

| Campo Maior |                                 |                   |                               | |
| Imagem      | Bem / Inscrição                 | Ano de tombamento | Tipologia                     | Outras informações |
|             | Obelisco da Batalha do Jenipapo | 1938              | Memorial fúnebre e edificação | Local onde aconteceu a Batalha do Jenipapo, em 1823, uma das batalhas pela Independência do Brasil e onde atualmente tem um conjunto cemiterial rústico, um monumento,um museu e o obelisco de 1922. |

| Campinas do Piauí |                       |                   |                     | |
| Imagem            | Bem / Inscrição       | Ano de tombamento | Tipologia           | Outras informações |
|                   | Fábrica de Laticínios | 2015              | Edificação e acervo | A fábrica testemunhou a ocupação do interior do Brasil durante o século XVIII e a decorrente utilização das Fazendas Nacionais. |

| Floriano |                                              |                   |                     | |
| Imagem   | Bem / Inscrição                              | Ano de tombamento | Tipologia           | Outras informações                                                                                        |
|          | Estabelecimento Rural São Pedro de Alcântara | 2015              | Edificação e acervo | Sucessor das antigas Fazendas Nacionais é exemplar patrimônio edificado no Brasil do final do século XIX. |

| São Raimundo Nonato |                                      |                   |             | |
| Imagem              | Bem / Inscrição                      | Ano de tombamento | Tipologia   | Outras informações |
|                     | Parque Nacional da Serra da Capivara | 1993              | Bem natural | É um dos conjuntos de sítios arqueológicos mais relevantes das Américas, que têm fornecido dados e vestígios importantes para uma revisão geral das teorias estabelecidas sobre a entrada do homem no continente americano. |

| Piracuruca |                                                 |                   |                 | |
| Imagem     | Bem / Inscrição                                 | Ano de tombamento | Tipologia       | Outras informações |
|            | Conjunto histórico e paisagístico de Piracuruca | 2012              | Conjunto urbano | O centro histórico da cidade é um patrimônio único, que guarda importante acervo da arquitetura típica piauiense, área compreende o centro da cidade, onde se destacam remanescentes urbanos e arquitetônicos |

| Parnaíba |                                               |                   |                 | |
| Imagem   | Bem / Inscrição                               | Ano de tombamento | Tipologia       | Outras informações |
|          | Conjunto histórico e paisagístico de Parnaíba | 2011              | Conjunto urbano | Sítio urbanístico e histórico com influência portuguesa, sua natureza portuária com saída costeira do município lhe propiciou a adoção de modelos arquitetônicos do litoral, com diversos imóveis e igrejas setecentistas. |

| Oeiras |                                             |                   |                       | |
| Imagem | Bem / Inscrição                             | Ano de tombamento | Tipologia             | Outras informações |
|        | Conjunto histórico e paisagístico de Oeiras | 2012              | Conjunto urbano       | Área urbana de vasto conjunto arquitetônicos luso-brasileira, e influência imigrante e eclética, muito bem preservado que pela sua escala e volumetria. A área tombada é composta por 14 quarteirões com 235 imóveis.            |
|        | Igreja Matriz de Nossa Senhora da Vitória   | 2012              | Edificação e acervo   | Área urbana de vasto conjunto arquitetônicos luso-brasileira, e influência imigrante e eclética, muito bem preservado que pela sua escala e volumetria. A área tombada é composta por 14 quarteirões com 235 imóveis.            |
|        | Sobrado João Nepomuneco                     | 2012              | Edificação e acervo   | Atual Museu de Arte Sacra é um exemplo singular da arquitetura civil do século XIX, foi residência do capitão-mor João Nepomuceno de Castelo Branco (seu construtor) que em 1817, recebeu a Carta de Brasão de Armas da família. |
|        | Ponte Grande Riacho Mocha                   | 2012              | Infraestrutura Urbana | Ponte Zacarias de Góis é a ponte mais antiga do Piauí, datada de 1846, e construída em cantaria arcaica sobre o rio Môcha. |

## Rio de Janeiro
| Rio de Janeiro |                                            |                   |                                      | |
| Imagem         | Bem / Inscrição                            | Ano de tombamento | Tipologia                            | Outras informações |
|                | Acervo do Museu de Imagens do Inconsciente | 2005              | Coleção ou acervo                    | Acervo de cerca de 350 mil peças, amealhado por iniciativa de Nise da Silveira, médica psiquiatra que coordenou a Seção de Terapia Ocupacional do antigo Hospício Pedro II, visando a implantação de novos métodos terapêuticos por meio da arte. |
|                | Antiga Estação de Hidroaviões              | 1957              | Edificação                           | Projeto de Attilio Corrêa Lima, com a colaboração dos arquitetos Jorge Ferreira, Renato Mesquita, Renato Soeiro e Tomás Estrela, apresentado em 1937. A estação, inaugurada por Getúlio Vargas em 1938, foi desativada com o desaparecimento dos hidroaviões e cedida para uso do Clube da Aeronáutica. Atualmente, abriga o Instituto Histórico-Cultural da Aeronáutica (INCAER).                                |
|                | Aqueduto da Carioca (ou Arcos da Lapa)     | 1938              | Infraestrutura ou equipamento urbano | Construído durante o governo de Aires de Saldanha (1719-1725), o aqueduto trazia água das nascentes do Rio Carioca até o Largo da Carioca. O trecho ligando os morros de Santa Teresa e de Santo Antônio, executada em dupla arcada, é considerada a mais notável obra arquitetônica do Brasil no período colonial. Posteriormente, passou a ser utilizado como viaduto para os bondes do bairro de Santa Teresa. |
|                | Aqueduto da Colônia de Psicopatas          | 1938              | Infraestrutura ou equipamento urbano | Aqueduto do fim do século XVIII. Transportava água para um dos antigos engenhos de Jacarepaguá. O nome deriva de sua localização nas terras da Colônia Juliano Moreira, instituição criada no início do século XX para recolher doentes mentais e indivíduos tidos como indesejáveis. |
|                | Arco do Teles (ou Beco do Comércio)        | 1938              | Edificação                           | O nome deriva da família Telles de Meneses, proprietária dos prédios ao lado da Praça XV de Novembro onde foi construído o arco no século XVIII, ligando a Praça do Carmo à Rua da Cruz (atual Rua do Ouvidor), projeto do Brigadeiro Engenheiro José Fernandes Pinto Alpoim. |

## Rio Grande do Sul
| Bagé          |                                                                                           |                   |                                      | |
| Imagem        | Bem / Inscrição                                                                           | Ano de tombamento | Tipologia                            | Outras informações |
|               | Forte de Santa Tecla: Fundações                                                           | 1970              | Ruína                                | O Forte de Santa Tecla localizava-se perto do rio Negro, próximo ao rio Piraízinho, atual município de Bagé, no estado brasileiro do Rio Grande do Sul. Atualmente restam vestígios das antigas fundações em pedra, tombadas pelo Instituto do Patrimônio Histórico e Artístico Nacional desde 1970, em terreno pertencente à Prefeitura do Município de Bagé. |
| Jaguarão      |                                                                                           |                   |                                      | |
| Imagem        | Bem / Inscrição                                                                           | Ano de tombamento | Tipologia                            | Outras informações |
|               | Ponte Internacional Barão de Mauá                                                         | 2012              | Infraestrutura ou Equipamento Urbano | Foi construída entre 1927 e 1930, depois de um tratado firmado em 1918 entre os dois países para pagamento de dívida de guerra. É o primeiro bem binacional tombado pelo Instituto do Patrimônio Histórico e Artístico Nacional (Iphan), reconhecido como primeiro patrimônio cultural do Mercosul. |
| Novo Hamburgo |                                                                                           |                   |                                      | |
| Imagem        | Bem / Inscrição                                                                           | Ano de tombamento | Tipologia                            | Outras informações |
|               | Casa Presser                                                                              | 1985              | Edificação                           | A casa de Johann Peter Schmitt foi construída na primeira metade do século XIX, como residência e casa de comércio. Constitui-se num dos mais antigos exemplares, no Rio Grande do Sul, de arquitetura de enxaimel, característica das áreas de imigração germânica. |
| Pelotas       |                                                                                           |                   |                                      | |
| Imagem        | Bem / Inscrição                                                                           | Ano de tombamento | Tipologia                            | Outras informações |
|               | Obelisco Republicano                                                                      | 1955              | Bem móvel ou integrado               | O obelisco foi erguido, em 1885, pelos membros do Partido Republicano de Pelotas em homenagem ao político, Domingos José de Almeida, que lutou pela instauração da República Rio-Grandense. |
|               | Teatro Sete de Abril                                                                      | 1972              | Edificação                           | Prédio simples coberto por telhado com beiral, projeto do engenheiro alemão Eduard van Kertchmar e execução de José Vieira Vianna, foi inaugurado no dia 2 de dezembro de 1834. Foi a primeira casa de espetáculos a abrir suas portas às artes cênicas na província de São Pedro do Rio Grande do Sul e a quarta no Brasil. |
| Porto Alegre  |                                                                                           |                   |                                      | |
| Imagem        | Bem / Inscrição                                                                           | Ano de tombamento | Tipologia                            | Outras informações |
|               | Antigo Prédio dos Correios e Telégrafos                                                   | 1981              | Edificação                           | Projetado por Rudolph Ahrons e Theodor Wiederspahn, teve sua construção iniciada em 1910 e concluída em 1913. Atualmente abriga o Memorial do Rio Grande do Sul. |
|               | Coleções arqueológicas, etnográficas, históricas e artísticas do Museu Júlio de Castilhos | 1938              | Coleção ou acervo                    | Coleção eclética, com mais de 10.000 itens, do mais antigo museu do Rio Grande do Sul. |
|               | Igreja Nossa Senhora das Dores                                                            | 1938              | Edificação e acervo                  | Mais antiga igreja remanescente de Porto Alegre, teve sua construção iniciada em 1833 e somente concluída quase um século depois, em 1904. O tombamento incide sobre todo o seu acervo, incluindo as pinturas de Germano Traub. |
|               | Pórtico central e armazéns do cais do porto                                               | 1983              | Conjunto arquitetônico               | O pórtico, de origem francesa, foi construído entre 1911 e 1922. |
|               | Solar dos Câmara                                                                          | 1963              | Edificação                           | Erguido entre 1818 e 1824, em estilo colonial português, para servir de residência a José Feliciano Fernandes Pinheiro. Uma reforma em 1874 lhe conferiu o atual aspecto neoclássico. É considerado o imóvel residencial mais antigo de Porto Alegre. |
|               | Imóvel situado na Av. Independência, 867 conhecido como Palacete Argentina                | 1990              | Edificação                           | Trata-se de um grande casarão aristocrático, em estilo eclético, erguido em 1901. Declarando-o de utilidade pública, o Governo do Estado desapropriou o imóvel em 1971, e a partir de 1984 foi restaurado pelo IPHAN, que nele instalou sua sede regional, tombando-o em 1990. |
|               | Faculdade de Direito da Universidade Federal do Rio Grande do Sul                         | 2000              | Conjunto Arquitetônico               | Com projeto realizado no escritório de Rudolph Ahrons, sob o comando do arquiteto alemão Hermann Otto Menschen, é uma réplica em tamanho reduzido do Palais du Rhin, em Estrasburgo, França. Foi tombado pelo IPHAN no ano 2000 juntamente com o Observatório Astronômico da UFRGS. |
|               | Observatório Astronômico da UFRGS                                                         | 2000              | Conjunto Arquitetônico               | O Observatório Astronômico da UFRGS (OA) surge no contexto histórico da transferência da Escola de Engenharia de Porto Alegre, em 1899, para o local que atualmente abriga o Campus Central da UFRGS. Atualmente, desenvolve atividades voltadas à comunidade, tais como, visita guiada ao museu, observação do céu e oficinas, ofertadas para escolas e público geral. |
|               | Sítio Histórico das praças da Matriz e da Alfândega                                       | 2003              | Conjunto Urbano                      | Situada no Centro Histórico da cidade, a praça da alfândega é cercada por importantes edificações, algumas delas igualmente históricas e antigas, tais como o Museu de Arte do Rio Grande do Sul (MARGS), o Memorial do Rio Grande do Sul, o Santander Cultural e o Clube do Comércio de Porto Alegre. A Praça Marechal Deodoro, mais conhecida como Praça da Matriz, é um espaço público e histórico da cidade de Porto Alegre, capital do estado brasileiro do Rio Grande do Sul. Está localizada no coração da cidade, no Centro Histórico, e existe desde os primórdios da capital. |
| Rio Grande    |                                                                                           |                   |                                      | |
| Imagem        | Bem / Inscrição                                                                           | Ano de tombamento | Tipologia                            | Outras informações |
|               | Igreja Matriz de São Pedro e Capela da Ordem Terceira de São Francisco                    | 1938              | Edificação e acervo                  | "Primeira igreja portuguesa no Rio Grande do Sul, a Matriz de São Pedro foi fundada em 25 de agosto de 1755. Mais tarde, construiu-se uma capela para a Ordem Terceira de São Francisco de Assis em sua parte posterior, com acesso pela rua de trás." |
|               | Prédio da Alfândega                                                                       | 1967              | Edificação                           | O edifício, em estilo neoclássico, foi construído sob ordens de Ministro da Fazenda Visconde de Rio Branco e do Imperador D. Pedro II, como consta na sua fachada ainda hoje. |

## São Paulo
| Atibaia             | |                   |                             | |
| Imagem              | Bem / Inscrição | Ano de tombamento | Tipologia                   | Outras informações |
|                     | Antiga Casa da Câmara e Cadeia de Atibaia | 1955              | Edificação                  | Antiga Casa de Câmara e Cadeia, construída após 1834, em taipa de pilão. Atualmente abriga o Museu Municipal João Batista Conti. |
| Bananal             | |                   |                             | |
| Imagem              | Bem / Inscrição | Ano de tombamento | Tipologia                   | Outras informações |
|                     | Casa da Fazenda Resgate | 1969              | Edificação                  | Sede da Fazenda Resgate, erguida por volta de 1820 em taipa de pilão e pau-a-pique. Conserva pinturas murais de José Maria Villaronga. |
| Barueri             | |                   |                             | |
| Imagem              | Bem / Inscrição | Ano de tombamento | Tipologia                   | Outras informações |
|                     | Imagem de Nossa Senhora da Escada, da Capela da Aldeia de Barueri                                                                                                 | 1980              | Bem móvel ou integrado      | Imagem seiscentista com coroa de prata, originária de Portugal, em cerâmica policromada, de autoria desconhecida. |
| Batatais            | |                   |                             | |
| Imagem              | Bem / Inscrição | Ano de tombamento | Tipologia                   | Outras informações |
|                     | Catorze quadros da Via Sacra de Cândido Portinari, da Igreja Matriz do Bom Jesus da Cana Verde                                                                    | 1974              | Bem móvel ou integrado      | Conjunto de catorze telas representando a Via Sacra, executados por Cândido Portinari em 1954, para decorar as capelas laterais e a nave da Igreja Matriz do Bom Jesus da Cana Verde. |
| Bertioga            | |                   |                             | |
| Imagem              | Bem / Inscrição | Ano de tombamento | Tipologia                   | Outras informações |
|                     | Forte de São João da Bertioga (ou Forte de São Tiago) | 1940              | Edificação                  | O Forte de São João da Bertioga encontra-se no sítio onde fora erguido, em meados do século XVI, o Fortim de São Tiago, primeira fortaleza do Brasil. Passou por diversas reformas e reconstruções, sobretudo no século XVIII. Atualmente, abriga o Museu João Ramalho. |
| Brodowski           | |                   |                             | |
| Imagem              | Bem / Inscrição | Ano de tombamento | Tipologia                   | Outras informações |
|                     | Casa de Cândido Portinari | 1968              | Edificação                  | Casa onde residiu o pintor Cândido Portinari, decorada com seis afrescos e nove obras a têmpera de sua autoria. Abriga o Museu Casa de Portinari. |
| Campinas            | |                   |                             | |
| Imagem              | Bem / Inscrição | Ano de tombamento | Tipologia                   | Outras informações |
|                     | Palácio dos Azulejos | 1967              | Edificação                  | Inaugurado no ano de 1878, antiga residência de Joaquim Ferreira Penteado, o barão de Itatiba. Atualmente, sedia o Museu da Imagem e do Som de Campinas. |
| Cananéia            | |                   |                             | |
| Imagem              | Bem / Inscrição | Ano de tombamento | Tipologia                   | Outras informações |
|                     | Sambaqui da Barra do Rio Itapitangui | 1967              | Sítio arqueológico          | Sítio arqueológico com testemunho de bandos recoletores e pescadores do litoral. Tem a forma de uma pequena elevação arredondada, constituída exclusivamente por carapaças de moluscos. |
| Carapicuíba         | |                   |                             | |
| Imagem              | Bem / Inscrição | Ano de tombamento | Tipologia                   | Outras informações |
|                     | Capela de São João Batista | 1941              | Edificação e acervo         | A capela, em taipa de pilão, foi erguida em 1736, em substituição à de Nossa Senhora da Graça, construída em 1615. Abriga imagens antigas e um altar singelo. O tombamento inclui todo o seu acervo. |
|                     | Conjunto arquitetônico e urbanístico da Aldeia de Carapicuíba | 1940              | Conjunto urbano             | O conjunto tombado se situa nas terras da primitiva Aldeia de Carapicuíba, utilizada pela Companhia de Jesus para o confinamento de índios. Foi reconstruída em 1727, a partir dos remanescentes das antigas instalações. |
| Cotia               | |                   |                             | |
| Imagem              | Bem / Inscrição | Ano de tombamento | Tipologia                   | Outras informações |
|                     | Casa do Sítio Mandu | 1961              | Edificação                  | Habitação bandeirista em taipa de pilão e pau a pique, construída provavelmente no início do século XVIII. |
|                     | Casa do Sítio do Padre Inácio | 1951              | Edificação                  | Construção rural em taipa de pilão, erguida no fim do século XVII . |
| Embu das Artes      | |                   |                             | |
| Imagem              | Bem / Inscrição | Ano de tombamento | Tipologia                   | Outras informações |
|                     | Igreja de Nossa Senhora do Rosário e residência anexa | 1938              | Edificação e acervo         | Conjunto arquitetônico em taipa de pilão composto pela Igreja de Nossa Senhora do Rosário, erguida no início do século XVIII, e pelo convento anexo, que teve sua construção iniciada após 1740. O tombamento inclui todo o seu acervo. Atualmente, abriga o Museu de Arte Sacra dos Jesuítas. |
| Guararema           | |                   |                             | |
| Imagem              | Bem / Inscrição | Ano de tombamento | Tipologia                   | Outras informações |
|                     | Igreja de Nossa Senhora da Escada e residência anexa | 1941              | Edificação e acervo         | Igreja construída em taipa de pilão e pau-a-pique, no início do século XVIII. O tombamento inclui todo o seu acervo. |
| Guaratinguetá       | |                   |                             | |
| Imagem              | Bem / Inscrição | Ano de tombamento | Tipologia                   | Outras informações |
|                     | Casa de Rodrigues Alves | 1969              | Edificação                  | Imóvel em taipa de pilão que serviu de residência ao ex-presidente Rodrigues Alves. Atualmente, abriga o Museu Histórico e Pedagógico Conselheiro Rodrigues Alves. |
| Guarujá             | |                   |                             | |
| Imagem              | Bem / Inscrição | Ano de tombamento | Tipologia                   | Outras informações |
|                     | Forte da Barra Grande, Fortim da Praia do Góis e Portão Espanhol                                                                                                  | 1964              | Conjunto arquitetônico      | A fortaleza foi edificada em 1723, em substituição ao primitivo Forte da Barra Grande, erguido na segunda metade do século XVI. Atualmente, abriga o Museu Histórico da Fortaleza de Santo Amaro da Barra Grande. |
|                     | Ruínas do Forte de São Filipe da Bertioga | 1965              | Edificação                  | O tombamento abrange toda a área pertencente ao forte erguido em 1765, incluindo os restos da antiga armação de pesca de baleias, também chamada Santo Antônio do Guaibé. |
| Iguape              | |                   |                             | |
| Imagem              | Bem / Inscrição | Ano de tombamento | Tipologia                   | Outras informações |
|                     | Conjunto histórico e paisagístico da cidade de Iguape | 2011              | Conjunto urbano             | O tombamento incide sobre um conjunto de edificações e logradouros públicos no núcleo histórico de Iguape. |
| Ilhabela            | |                   |                             | |
| Imagem              | Bem / Inscrição | Ano de tombamento | Tipologia                   | Outras informações |
|                     | Casa da Fazenda Engenho D'Água | 1951              | Edificação                  | A sede da fazenda, erguida no final do século XVIII, possui técnica construtiva mista: alvenaria de pedra no pavimento térreo e divisórias de pau-a-pique e pilares de pedra no piso superior. |
| Iperó               | |                   |                             | |
| Imagem              | Bem / Inscrição | Ano de tombamento | Tipologia                   | Outras informações |
|                     | Remanescentes da Real Fábrica de Ferro São João do Ipanema | 1964              | Conjunto arquitetônico      | Berço da siderurgia nacional, a Fábrica de Ferros Ipanema foi criada em 1810, por ordem de D. João VI. |
| Itanhaém            | |                   |                             | |
| Imagem              | Bem / Inscrição | Ano de tombamento | Tipologia                   | Outras informações |
|                     | Igreja e Convento de Nossa Senhora da Conceição | 1941              | Edificação e acervo         | Presume-se que o conjunto já existisse no século XVI, em função da presença de paredes muito antigas. A construção atual data do século XVIII. O convento, erguido por volta de 1713, é decorado com vitrais de Benedito Calixto. O tombamento inclui todo o seu acervo. |
|                     | Igreja Matriz de Sant'Anna | 1941              | Edificação e acervo         | A primitiva matriz de Sant'Anna teve sua construção iniciada em 1654. O atual edifício foi entregue em 1761, e utilizou alguns elementos da estrutura anterior. |
| Itu                 | |                   |                             | |
| Imagem              | Bem / Inscrição | Ano de tombamento | Tipologia                   | Outras informações |
|                     | Conjunto de oito painéis de autoria de Frei Jesuíno do Monte Carmelo, no edifício conventual das Irmãs de São José, anexo à Igreja de Nossa Senhora do Patrocínio | 1999              | Bem móvel ou integrado      | O tombamento incide sobre um conjunto de oito pinturas executadas por Frei Jesuíno do Monte Carmelo para decorar a residência anexa da Igreja de Nossa Senhora do Patrocínio, igualmente projetada por si e inaugurada em 1819. |
|                     | Edifício-sede do Museu Republicano Convenção de Itu | 1967              | Edificação                  | Edifício erguido por José Vasconcellos de Almeida Prado, provavelmente em 1867, para uso residencial. Abrigou a primeira convenção republicana, em 1873. |
|                     | Igreja e Convento de Nossa Senhora do Carmo | 1967              | Edificação e acervo         | O convento, erguido por Frei João Batista de Jesus, foi concluído em 1719. O tombamento incide ainda sobre as pinturas e obras de arte abrigadas no complexo. |
|                     | Igreja Matriz de Nossa Senhora da Candelária | 1938              | Edificação e acervo         | A Igreja Matriz de Nossa Senhora da Candelária foi inaugurada em 1780, sob a mesma invocação da capela demolida. A fachada foi concluída em 1831. |
| Jundiaí             | |                   |                             | |
| Imagem              | Bem / Inscrição | Ano de tombamento | Tipologia                   | Outras informações |
|                     | Conjunto de edificações da Companhia Paulista de Estradas de Ferro                                                                                                | 2004              | Conjunto arquitetônico      | Remanescentes da primeira linha ferroviária em território paulista, conectando o planalto ao litoral. O tombamento incide sobre um grupo de 34 edifícios. O conjunto abriga atualmente diversas instituições (Museu da Companhia Paulista, Faculdade de Tecnologia de Jundiaí, Poupatempo, etc.).                                                                                                 |
| Mairinque           | |                   |                             | |
| Imagem              | Bem / Inscrição | Ano de tombamento | Tipologia                   | Outras informações |
|                     | Estação Ferroviária de Mairinque | 2004              | Edificação                  | Edifício projetado por Victor Dubugras, entre 1902 e 1907, para substituir a primeira estação em madeira, erguida em 1895. |
| Mogi das Cruzes     | |                   |                             | |
| Imagem              | Bem / Inscrição | Ano de tombamento | Tipologia                   | Outras informações |
|                     | Casarão do Chá | 1985              | Edificação                  | O casarão, inaugurado em 1942, foi construído pelo imigrante japonês Fukashi Furihata, que se beneficiou do plantio do chá durante a alta dos preços ocorrida em função da Segunda Guerra Mundial. |
|                     | Igreja da Ordem Primeira do Carmo e Igreja da Ordem Terceira do Carmo                                                                                             | 1967              | Conjunto arquitetônico      | A igreja da Ordem Primeira do Carmo foi edificada no século XVIII por ordem do religioso Manuel Pereira, substituindo a construção primitiva do século XVII. Posteriormente, a Confraria Leiga de Nossa Senhora do Carmo construiu a sua igreja em 1762, ao lado da Igreja de Nossa Senhora do Carmo. O tombamento todo o acervo do conjunto arquitetônico.                                       |
| Paraibuna           | |                   |                             | |
| Imagem              | Bem / Inscrição | Ano de tombamento | Tipologia                   | Outras informações |
|                     | Sede da Fazenda Conceição | 1982              | Edificação                  | Em ruínas, era um edifício assobradado, situado sobre uma elevação do terreno, em pau-a-pique, construído por Manuel Correia de Mesquita em 1841. |
| Piracicaba          | |                   |                             | |
| Imagem              | Bem / Inscrição | Ano de tombamento | Tipologia                   | Outras informações |
|                     | Casa de Prudente de Moraes | 1982              | Edificação e acervo         | Imóvel adquirido pelo presidente Prudente de Moraes em 1869, na qual residiu até sua morte. O tombamento engloba parte do acervo. Abriga o Museu Histórico e Pedagógico Prudente de Moraes. |
| Rio Claro           | |                   |                             | |
| Imagem              | Bem / Inscrição | Ano de tombamento | Tipologia                   | Outras informações |
|                     | Sobrado do Barão de Dourados | 1963              | Edificação                  | Erguido em 1863, com cinquenta cômodos, tem como técnica construtiva a taipa de pilão e o pau-a-pique. Residência de Amália Carolina de Mello e Oliveira Borges e de seu marido José Luiz Borges, barões de Dourados. É sede do Museu Histórico e Pedagógico Amador Bueno da Veiga. |
| Santana de Parnaíba | |                   |                             | |
| Imagem              | Bem / Inscrição | Ano de tombamento | Tipologia                   | Outras informações |
|                     | Capela de Nossa Senhora da Conceição, em Voturuna | 1941              | Edificação e acervo         | Erguida em 1687, a mando do capitão Guilherme Pompeu de Almeida. Muito deteriorada, foi praticamente reconstruída, pouco restando da construção original. O tombamento incide sobre todo o acervo. |
|                     | Casa do Anhanguera | 1958              | Edificação                  | Único remanescente de casa bandeirista urbana, o imóvel do século XVII pertenceu a Bartolomeu Bueno da Silva, o Anhanguera. É sede do Museu Histórico e Pedagógico Casa do Anhanguera. |
|                     | Sobrado do Anhanguera, ou Casarão Monsenhor Paulo Florêncio da Silveira Camargo                                                                                   | 1958              | Edificação                  | Imóvel do século XVIII, exemplar típico das construções residenciais paulistas do período colonial, com paredes estruturais em taipa de pilão cobertas com telhas capa e canal, portas altas e elevado pé direito. Abriga o Centro Cultural e Artístico Professor Celso Diniz de Braga. |
| Santo André         | |                   |                             | |
| Imagem              | Bem / Inscrição | Ano de tombamento | Tipologia                   | Outras informações |
|                     | Vila Ferroviária de Paranapiacaba | 2008              | Conjunto urbano             | A Vila Ferroviária de Paranapiacaba distingue-se por suas características urbanísticas e arquitetônicas peculiares, marcadas por influência da presença inglesa na Serra do Mar durante a construção da Estrada de Ferro Santos-Jundiaí, na segunda metade do século XIX. |
| Santos              | |                   |                             | |
| Imagem              | Bem / Inscrição | Ano de tombamento | Tipologia                   | Outras informações |
|                     | Antiga Casa de Câmara e Cadeia de Santos | 1959              | Edificação                  | Sua construção foi iniciada em 1839 e concluída somente três décadas mais tarde. O tombamento se estende à área arborizada envolvendo o imóvel, na Praça dos Andradas. |
|                     | Casa do Trem | 1940              | Edificação                  | Construída em 1734 para a guarda de material bélico. |
|                     | Edifício da Bolsa de Café e seu acervo | 2012              | Edificação                  | Projetado pela Companhia Construtora de Santos, sob a direção do engenheiro Roberto Simonsen, o edifício foi concluído em 1922. Abriga o Museu do Café. |
|                     | Sobrado com frontaria azulejada, na Rua do Comércio | 1973              | Edificação                  | Construído em 1865 para abrigar a Casa de Comércio Ferreira Netto e Companhia, além de servir como residência e armazém. |
|                     | Ruínas do Engenho dos Erasmos | 1963              | Ruína                       | Trata-se do primeiro engenho de açúcar construído no Brasil por iniciativa de Martim Afonso de Sousa, donatário da Capitania de São Vicente, juntamente com Jan Van Hielst, Francisco Lobo e Vicente Gonçalves, que constituíam a Sociedade Armadores do Trato e deram início às atividades em 1533.                                                                                              |
|                     | Igreja da Ordem Terceira de Nossa Senhora do Carmo | 1941              | Edificação e acervo         | A construção da Igreja de Nossa Senhora do Carmo deu-se provavelmente em meados do século XVIII. |
|                     | Igreja e Mosteiro de São Bento | 1979              | Edificação e acervo         | Construída em alvenaria de pedra, a igreja mantém as mesmas características adquiridas na reforma de 1725. O tombamento incide sobre parte do acervo, incluindo imagens de Frei Agostinho de Jesus. Abriga atualmente o Museu de Arte Sacra de Santos. |
|                     | Retábulo da Capela da Venerável Ordem Terceira de São Francisco da Penitência, da Igreja de Santo Antônio do Valongo                                              | 2003              | Bem móvel ou integrado      | |
| São Carlos          | |                   |                             | |
| Imagem              | Bem / Inscrição | Ano de tombamento | Tipologia                   | Outras informações |
|                     | Fazenda do Pinhal | 1987              | Fazenda edificação e acervo | Fazenda do Pinhal, situada no quilômetro 4,5 da Estrada da Broa, com 45 hectares e 1 acre, incluindo vegetação e benfeitorias, tais como: sede da fazenda, senzala, tulha, terreiros de café, cachoeiras e pomar murado. |
| São Paulo           | |                   |                             | |
| Imagem              | Bem / Inscrição | Ano de tombamento | Tipologia                   | Outras informações |
|                     | Acervo do Museu de Arte Contemporânea da Universidade de São Paulo                                                                                                | 1980              | Coleção ou acervo           | Acervo de relevância internacional, doado à USP pelo Museu de Arte Moderna de São Paulo em 1963, ao qual foram integradas as coleções particulares de Ciccillo Matarazzo e Yolanda Penteado. |
|                     | Acervo do Museu de Arte de São Paulo | 1980              | Coleção ou acervo           | A coleção do Museu de Arte de São Paulo (MASP), reunida a partir de 1947, por iniciativa de Assis Chateaubriand, perfila-se entre os mais relevantes acervos de arte ocidental do continente. |
|                     | Acervo do Museu de Arte Sacra de São Paulo | 1969              | Coleção ou acervo           | Uma das mais importantes coleções de arte sacra do Brasil, proveniente do extinto Museu de Arte Sacra da Cúria Metropolitana, criado pelo bispo Duarte Leopoldo e Silva. |
|                     | Acervo histórico da Discoteca Oneyda Alvarenga | 2008              | Coleção ou acervo           | Acervo composto por documentos, objetos, discos, mobiliário, filmes e fotografias amealhados durante os primeiros projetos desenvolvidos após a criação da Discoteca Pública Municipal em 1935. Inclui a coleção da Missão de Pesquisas Folclóricas de Mário de Andrade (1938). |
|                     | Casa do Sítio Mirim | 1973              | Edificação                  | Em ruínas. Ignora-se a data de construção do imóvel. A referência mais antiga remonta a 1750, quando residiu na casa o guarda-mor Francisco de Godoy Preto. |
|                     | Casa do Sítio Morrinhos (ou "Chácara de São Bento") | 1948              | Edificação                  | Imóvel do início do século XVIII, em taipa de pilão, com acréscimos em alvenaria de tijolos. Possivelmente construído a mando de José de Góis Morais, minerador paulista. |
|                     | Casa do Sítio Tatuapé | 1951              | Edificação                  | Erguida em taipa de pilão entre os anos de 1668 e 1698, pelo administrador Mathias Rodrigues da Silva. |
|                     | Casa Modernista da Rua Santa Cruz (ou Casa Modernista da Vila Mariana)                                                                                            | 1987              | Conjunto arquitetônico      | Residência de grandes dimensões, projetada por Gregori Warchavchik e concluída em 1930. |
|                     | Casa Modernista da Rua Bahia (ou Casa Modernista do Pacaembu) | 1986              | Edificação                  | Primeira edificação a empregar os princípios da arquitetura racionalista no Brasil, a Casa Modernista de Vila Mariana foi projetada por Gregori Warchavchik e construída entre 1927 e 1928. |
|                     | Coleção Mário de Andrade do Instituto de Estudos Brasileiros da Universidade de São Paulo                                                                         | 1996              | Coleção ou acervo           | A Coleção Mário de Andrade é composta por mais de 30.000 itens de tipologias diversas. O tombamento incide sobre quatro sub-coleções: artes visuais, arte religiosa e popular, Revolução Constitucionalista de 1932 e acervo bibliográfico e arquivístico. |
|                     | Coleções arqueológicas, etnográficas, artísticas e históricas do Museu Paulista (ou "do Ipiranga")                                                                | 1938              | Coleção ou acervo           | As coleções arqueológicas e etnográficas encontram-se atualmente conservadas no Museu de Arqueologia e Etnologia da Universidade de São Paulo, permanecendo no Museu Paulista somente os acervos histórico e artístico. |
|                     | Conjunto do Ipiranga: Museu Paulista, Monumento à Independência, Casa do Grito e Parque da Independência                                                          | 1998              | Conjunto arquitetônico      | O conjunto do Ipiranga engloba o edifício-sede do Museu Paulista, projetado por Tommaso Gaudenzio Bezzi como monumento comemorativo da independência do Brasil, a Casa do Grito, construção em pau a pique do século XIX, e o Monumento à Independência, de Ettore Ximenes, além dos jardins e bosques que circundam o complexo.                                                                  |
|                     | Edifício e acervo móvel do Museu de Arte de São Paulo | 2008              | Edificação e acervo         | Projetado em 1958 por Lina Bo Bardi para ser a sede do MASP, o edifício, ícone da arquitetura brutalista brasileira, tem como peculiaridade o fato de possuir o bloco superior suspenso a oito metros do chão, por meio de quatro pilastras. O tombamento incide sobre os cavaletes de concreto e cristal, também desenhados por Lina.                                                            |
|                     | Estação da Luz | 1996              | Edificação                  | Inaugurada em 1901, em substituição à estação primitiva da São Paulo Railway, erguida em 1867. Desde 2006, abriga o Museu da Língua Portuguesa em parte das instalações. Abriga o Museu da Língua Portuguesa. |
|                     | Igreja da Ordem Terceira do Carmo (ou "Capela da Venerável Ordem Terceira do Carmo")                                                                              | 1999              | Edificação e acervo         | Erguida em taipa de pilão entre os anos de 1747 e 1758 como uma capela contígua à Igreja de Nossa Senhora do Carmo, demolida em 1928. O templo foi parcialmente reconstruído em 1929. O tombamento engloba a frontaria, nave, capela-mor, sacristia, biblioteca e o acervo artístico, incluindo as pinturas de Frei Jesuíno do Monte Carmelo e os painéis do antigo Recolhimento de Santa Teresa. |
|                     | Igreja de São Miguel | 1938              | Edificação e acervo         | Erguida em taipa de pilão, foi inaugurada em 1622, em substituição à primitiva capela, construída por volta de 1580. Sofreu diversas intervenções ao longo dos séculos. |
|                     | Imagem de Nossa Senhora da Purificação, atribuída a Frei Agostinho de Jesus                                                                                       | 1969              | Bem móvel ou integrado      | Imagem de barro cozido procedente da Bahia, representando Nossa Senhora da Purificação, com 48 centímetros de altura, datada de 1641. É atribuída a Frei Agostinho de Jesus. Encontrava-se, em 1979, na coleção Raul de Sousa Dantas Forbes. |
|                     | Imagem de Nossa Senhora das Dores, atribuída ao Aleijadinho | 1969              | Bem móvel ou integrado      | Imagem sacra representando Nossa Senhora das Dores, atribuída com base em comparações estilísticas a Antonio Francisco Lisboa, o Aleijadinho. |
|                     | Imagem de Nossa Senhora do Rosário, atribuída ao Aleijadinho | 2003              | Bem móvel ou integrado      | Imagem sacra representando Nossa Senhora do Rosário, atribuída com base em comparações estilísticas a Antonio Francisco Lisboa, o Aleijadinho. |
|                     | Imagem de São José, do Aleijadinho | 1969              | Bem móvel ou integrado      | Imagem do século XVIII, com 35 centímetros de altura, representando São José, de autoria de Antonio Francisco Lisboa, o Aleijadinho. |
|                     | Mosteiro da Luz | 1943              | Edificação e acervo         | Erguido no local onde se encontrava, desde meados do século XVI, a ermida da Luz, o mosteiro teve suas obras iniciadas em 1774, seguindo projeto de Frei Galvão, sepultado no local. É um dos mais importantes exemplares da arquitetura colonial no estado de São Paulo. O tombamento incide sobre o Parque do Mosteiro, única chácara conventual urbana do Brasil.                              |

## Tocantins
| Natividade |                                                                            |                   |                 | |
| Imagem     | Bem / Inscrição                                                            | Ano de tombamento | Tipologia       | Outras informações |
|            | Conjunto arquitetônico, paisagístico e urbanístico da cidade de Natividade | 1987              | Conjunto urbano | Fundada em 1734 por Antônio Ferraz de Araújo, sob o nome inicial de Arraial de São Luís, a cidade de Natividade surgiu em função da expansão da atividade mineradora no Centro-Oeste. O tombamento incide sobre diversos logradouros, monumentos e imóveis. |